# Teinobasis debeauforti
Teinobasis debeauforti là một loài chuồn chuồn kim trong họ Coenagrionidae.
Teinobasis debeauforti được Lieftinck miêu tả khoa học năm 1938.